# Fotbalový klub Arsenal Česká Lípa
Il Fotbalový klub Arsenal Česká Lípa spesso detto semplicemente Arsenal Česká Lípa è una società calcistica ceca con sede nella città di Česká Lípa. Oggi milita nella Česka fotbalová liga, terzo livello del calcio ceco.

## Palmarès

### Altri piazzamenti
- Česka fotbalová liga:

Secondo posto: 1995-1996